# Unpretty
Unpretty è un singolo del 1999 del trio femminile delle TLC, estratto come secondo singolo dall'album FanMail. Il brano è il quarto ed ultimo della band ad aver raggiunto la posizione numero uno nella classifica Billboard Hot 100.

## Descrizione
Una delle cantanti del gruppo, Tionne Watkins, ha raccontato che era in ospedale quando concepì l'idea di realizzare Unpretty dopo aver guardato un episodio da un talk show americano condotto dalla giornalista Ricki Lake, in cui gli uomini dello show chiamavano le donne "grasse come dei maiali". Subito dopo si mise a scrivere il testo della canzone e presto la consegnò al produttore del gruppo Dallas Austin, per registrarla in studio.
Austin voleva inserire il testo della Watkins in un sound folk e rock alternativo, entrambi generi insoliti per il trio, ma atti a fare in modo che le persone considerassero le TLC un gruppo affermato, capace di avere successo in qualsiasi genere.

## Video musicale
Costato oltre 1.6 milioni di dollari, il videoclip di Unpretty è stato diretto da Paul Hunter nel giugno 1999 e racconta diverse storie legate al testo della canzone. Le varie storie sono intervallate da sequenze delle TLC che eseguono il brano dapprima in una futuristica "sala comandi" ed in seguito in un campo fiorito. 
La storia principale vede una giovane donna, interpretata dal membro del gruppo Rozonda "Chilli" Thomas, che si lascia convincere dal proprio fidanzato a farsi aumentare chirurgicamente il proprio seno. Tuttavia, una volta in ospedale, dopo aver visto le altre pazienti, la ragazza fugge via in preda al panico e scaccia via anche il fidanzato da casa propria.
Un'altra delle storie del video vede protagonista Lisa Lopes nei panni della testimone di una rissa fra bande ed un conseguente omicidio. Questa parte figura un rap cantato proprio dalla Lopes, estratto da un altro brano presente in Fanmail, I'm Good at Being Bad.
Nelle altre scene del video, la Lopes utilizza la lingua dei segni.

## Riconoscimenti
Unpretty venne nominata per la canzone dell'anno e la miglior interpretazione pop di un duo o gruppo alla 42ª edizione dei Grammy Awards.

## Tracce
- US CD Single (Green Cover)

1. Unpretty (Album Version) - 4:38
2. Unpretty ("Don't Look Any Further" Remix) - 4:25

- UK CD 1 of 2 (Green Cover)

1. Unpretty (Radio Version) - 4:08
2. No Scrubs (Radio Version) - 4:06
3. Diggin' On You (Radio Version) - 4:14

- UK CD 2 of 2 (Blue Cover)

1. Unpretty (Radio Version) - 4:08
2. Unpretty (M. J. Cole Remix) [Vox Up] - 4:48
3. Unpretty ("Don't Look Any Further" Remix) - 4:25

- International Remix EP (Blue Cover)

1. Unpretty (Radio Version) - 4:01
2. Unpretty ("Don't Look Any Further" Remix) - 4:26
3. Unpretty ("Don't Look Any Further" Remix w/ Rap) - 4:27
4. Unpretty (Pumpin' Dolls Radio Mix) - 4:03
5. Unpretty ("Don't Look Any Further" Remix) [Big Boyz Dub Mix] - 5:00
6. Unpretty (Pumpin' Dolls Club Mix) - 8:59

- German CD Single (Green Cover)

1. Unpretty (Radio Version) - 4:09
2. Unpretty (Album Version) - 4:38
3. Unpretty (M. J. Cole Remix) [Vox Up] - 4:48
4. Unpretty (M. J. Cole Remix) [Budd Dub] - ?:??
5. Unpretty (Instrumental) - 4:41

## Classifiche
| Chart (1999)                                    | Peak position |
| ----------------------------------------------- | ------------- |
| U.S. Billboard Hot 100                          | 1             |
| U.S. Billboard Hot R&B/Hip Hop Singles & Tracks | 4             |
| ARC Weekly Top 40                               | 2             |
| UK Singles Chart                                | 6             |
| Australia ARIA Singles Chart                    | 3             |
| New Zealand RIANZ Singles Chart                 | 3             |
| Sweden                                          | 8             |
| Switzerland                                     | 9             |
| Finland                                         | 12            |
| Austria                                         | 24            |
| France                                          | 32            |